# J. Miles Dale
J. Miles Dale là một nhà sản xuất và đạo diễn phim điện ảnh, được biết đến nhiều nhất với dự án được đánh giá cao về mặt chuyên môn, Người đẹp và thủy quái, tác phẩm giúp ông giành giải Oscar cho Phim hay nhất tại Giải Oscar lần thứ 90.

## Tiểu sử
Dale được sinh ra tại Toronto, Ontario, Canada, là con trai của nghệ sĩ jazz người Canada Jimmy Dale. Dale theo học trường Bayview Glen School từ năm 1965 tới năm 1968. Năm 1968, cha ông chuyển gia đình tới sinh sống tại Hollywood để làm việc dưới vai trò đạo diễn âm nhạc cho The Smothers Brothers Show, The Andy Williams Show và The Sonny & Cher Comedy Hour. Cả gia đình quay trở lại Toronto vào giữa thập niên 1970, và Miles tốt nghiệp học viện Jarvis Collegiate Institute. Ông theo học ở Đại học Toronto trong một năm rồi sau đó chuyển tới Đại học British Columbia trước khi thôi học để tham gia ngành công nghiệp điện ảnh.

## Danh sách phim
| Năm  | Tựa đề                            | Vai trò                 |
| ---- | --------------------------------- | ----------------------- |
| 2001 | Harvard Man                       | Đồng sản xuất           |
| 2002 | The Skulls II                     | Đồng sản xuất           |
| 2003 | Blizzard                          | Sản xuất                |
| 2004 | The Skulls III                    | Đạo diễn, đồng sản xuất |
| 2004 | Harold & Kumar Go to White Castle | Đồng sản xuất           |
| 2006 | Hollywoodland                     | Sản xuất điều hành      |
| 2007 | Talk to Me                        | Sản xuất điều hành      |
| 2008 | Pontypool                         | Sản xuất điều hành      |
| 2008 | Flash of Genius                   | Sản xuất điều hành      |
| 2009 | Love Happens                      | Sản xuất điều hành      |
| 2010 | Scott Pilgrim vs. the World       | Sản xuất điều hành      |
| 2011 | The Thing                         | Sản xuất điều hành      |
| 2012 | Yêu lại từ đầu                    | Sản xuất điều hành      |
| 2013 | Mẹ ma                             | Sản xuất                |
| 2013 | Carrie                            | Sản xuất điều hành      |
| 2014 | Tình yêu bất tận                  | Sản xuất điều hành      |
| 2017 | Người đẹp và thủy quái            | Sản xuất                |

| Năm       | Tựa đề                                | Vai trò                         |
| --------- | ------------------------------------- | ------------------------------- |
| 1986      | True Confessions                      | Sản xuất                        |
| 1987–1990 | Friday the 13th: The Series           | Sản xuất                        |
| 1990      | Top Cops                              | Sản xuất, đạo diễn              |
| 1994      | RoboCop: The Series                   | Sản xuất, đạo diễn              |
| 1996–1998 | F/X: The Series                       | co-Sản xuất điều hành, đạo diễn |
| 2016      | Shadowhunters: The Mortal Instruments | Sản xuất điều hành, đạo diễn    |
| 2014–2017 | The Strain                            | Sản xuất điều hành, đạo diễn    |